# Регионы России (депутатская группа)
«Регио́ны Росси́и» (РР) — депутатская группа в Государственной думе России 2 и 3 созыва.
Основу фракции составили депутаты из фракции НРП Госдумы 1 созыва, и движения «Регионы России», к которым присоединились независимые депутаты. Депутаты от группы занимали, в основном проправительственные и пропрезидентские позиции, депутаты от группы отстаивали интересы регионов. В составе фракции были представители различных партий и движений (особенно в Госдуме 2 созыва).
В 2000 году группа голосовала за введение с 1 января 2001 года вместо прогрессивной плоской шкалы подоходного налога.
После 2000 года входила в состав центристского большинства, поддерживала позицию президента России и правительства РФ. От администрации президента России работу группы курировал сотрудник главного управления внутренней политики АП, политолог Кананин Андрей Владимирович. В 2003 году члены группы вошли во фракцию Единая Россия.